# Pozuelo de la Orden
Pozuelo de la Orden é um município da Espanha na província de Valladolid, comunidade autónoma de Castela e Leão, de área 20,72 km² com população de 64 habitantes (2007) e densidade populacional de 3,62 hab/km².

## Demografia
| Variação demográfica do município entre 1991 e 2004 | Variação demográfica do município entre 1991 e 2004 | Variação demográfica do município entre 1991 e 2004 | Variação demográfica do município entre 1991 e 2004 |
| --------------------------------------------------- | --------------------------------------------------- | --------------------------------------------------- | --------------------------------------------------- |
| 1991                                                | 1996                                                | 2001                                                | 2004                                                |
| 102                                                 | 83                                                  | 73                                                  | 75                                                  |